# Cuius regio, eius religio
Cuius regio, eius religio är en latinsk fras som betyder "den vars land (det är), hans religion (ska råda)", vilket innebär att en kungs eller annan statsledares religion är folkets religion. Detta konfessionella statssystem var generellt den förhärskande principen, framför allt i Europa, innan idén om nationalstaten växte fram under romantiken på 1800-talet med Johann Gottfried Herder. Jämför statsreligion.

## Den protestantiska reformationen
Under den protestantiska reformationen fick denna gamla princip nytt liv. Fredsfördraget i Augsburg som undertecknades 1555 av företrädare för kejsaren för Tysk-romerska riket Karl V och Schmalkaldiska förbundet, avgjorde den religiösa ordningen i Tyskland genom en kompromiss mellan lutheraner och katoliker. Freden innebar att kejsardömet bekräftade denna princip som hade promulgerats vid Augsburgska bekännelsen 1530. I och med freden i Augsburg var furstar inom kejsardömet och fria städer fria att preskribera sin egen religion, att införa lutherdomen (jus reformandi), och lika rättigheter som katolska stater i Tysk-romerska riket. Överenskommelsen innefattade inte huruvida de katolska biskopar och abbotar som konverterat till lutherdomen skulle förlora sina ämbeten och inkomster, förrän kejsardömet utfärdade ett dekret om saken. Frasen cuius regio, eius religio för att beteckna uppgörelsen, härrör från 1600-talet (1612, av juristen Joachim Stephani (1544-1623) vid Greifswalds universitet).
Idén om religiös tolerans på nationellt plan var dock främmande: varken de reformerta eller radikala kyrkorna (kalvinister och anabaptister som främsta exempel) skyddades av fredsfördraget (anabaptisterna skulle bestrida principen om cuius regio eius religio). Många protestanter som levde under en luthersk furste kunde fortfarande anklagas för kätteri. Inte förrän Westfaliska freden 1648 sträckte sig den religiösa toleransen till kalvinister, och många anabaptister begav sig till Nya Världen eller utplånades.

## Tidigare konflikter
Långt före 1500-talet har det upprepade gånger i historien fått långtgående konsekvenser när statskulten och statsreligionen stått i konflikt med folkreligionen och folkkulten. I visigoternas Spanien, till 586, var regenterna och biskoparna arianer, men de flesta invånarna var katoliker sedan 300-talet. När muslimerna (morerna) invaderade Spanien från Nordafrika under 600-talet, gav det visigotiska kungadömet snart vika. Här var missnöjet bland befolkningen en bidragande faktor.
På liknande sätt var det i 600-talets Syrien liten lojalitet med kejsaren i Konstantinopel, delvis på grund av konflikter över Kristi natur (se monofysiter). Syrier behandlades som kättare.